# 심광욱
심광욱(沈光昱, 1994년 1월 3일 ~ )은 대한민국의 축구 선수로서 포지션은 공격수다.

## 클럽 경력
제주 유나이티드의 U-18 팀인 서귀포고등학교를 거쳐 제주의 우선지명을 받고 아주대학교에 진학하였다. 2015 시즌을 앞두고 제주 유나이티드로 콜업되어 정식 입단하였다. 데뷔 시즌 리그 8경기에 나서 1도움을 기록하였다.
2015 시즌 종료 후 광주 FC로 이적하였다.
2017시즌을 앞두고 광주 FC를 떠나 양주 시민축구단으로 이적했다.
2017년 6월 29일 서울 이랜드 FC에 입단하여, 프로 복귀에 성공했다. 2017년 7월 1일 부산 아이파크와의 홈 경기에 교체 출전하여, 서울 이랜드에서의 데뷔 무대이자 본인의 프로 복귀 무대를 가졌다. 2018년 1월 8일 자유계약대상자로 풀려났다.